# Категорія (філософія)
Катего́рія (гр., обвинувачення, ознака) — загальне філософське поняття, яке відображає універсальні властивості і відношення об'єктивної дійсності, загальні закономірності розвитку всіх матеріальних, природних і духовних явищ.
По відношенню до категорій в сучасній науці і у філософії сформувалися кілька підходів.
- Категорії є найзагальніші поняття, як правило, не піддаються визначенню в рамках однієї теорії, а часто і в цілому науковому напрямку, дисципліні.
- Категорії служать складовими елементами для категоріальних схем (КС), що визначають процедури мислення, також кожна з категорій за рахунок можливостей дешифрування сама є носій процедурного моменту, тоді як КС виступає робочою програмою.

- Категорії використовуються в задачах систематизації знання і пізнавального процесу, де вони грають роль позначень для рубрик. Поряд з цими визначеннями категорії сприймаються як метамовні утворення, до яких відносять дефініції класів понять.

- Категорії є особливі когнітивні одиниці, що забезпечують процеси перенесення знань (Knowledge Transfer) в багатодисциплінарного дослідженнях (МІ).

- Категорії фіксують класи знання, етапи та фактори пізнавального процесу, тому вони входять в систему управління знаннями.

- Категорії дозволяють зв'язати будь-яке знання з філософією і, навпаки, здійснити перехід від неї до всякої конкретної галузі знання.